# Märserums IBK
Märserums IBK är en innebandyförening som kommer från Karlshamn i Sverige. Klubben var tidigare en del av Märserums IF men startade säsongen 2004/2005 en egen innebandysektion. Föreningen består av ett herrlag som spelar i Division 3 säsongen 2011/2012.